# Familia Gutiérrez
La familia Gutiérrez es una familia aristocrática Boliviana de ascendencia Imperial Española. 
Ha ejercido gran influencia en la política, las artes y letras, el campo militar y bancario, contando entre sus miembros una gran cantidad de escritores, diplomáticos, empresarios, ministros de Estado y un presidente de la República.
Actualmente muchos de sus descendientes se encuentran radicados en las ciudades de Santa cruz de la Sierra Santa Cruz de la Sierra, La Paz La Paz, Tarija Tarija y Sucre Sucre. Incluso hay una localidad nombrada así en honor a los primeros patriarcas, ubicada en el departamento de Santa Cruz. 
Esta familia radicada desde un principio en La Plata y Cinti, se ha relacionado con importantes y conocidos linajes y tiene como tronco común a don Fernando Gutiérrez. Él nació en Lima, Perú, a fines del siglo XVII y posteriormente se trasladó a La Plata (actual Sucre), donde contrajo matrimonio con doña Margarita Flores, natural de dicha ciudad. La familia Gutiérrez se asentó en su primera generación en La Plata, hoy Sucre, radicándose después en los valles de Cinti, siendo importantes hacendados viticultores hasta nuestros días. En dicho valle entroncaron con las familias más antiguas e importantes de la región, con linajes de Cinti y Tarija rastreables hasta el siglo XVI, tales como los Leytón, Ruiz de Garnica, Escudero, Ruiz de Aguilera, Velásquez de Velasco, Pacheco de la Torre, López Nieto, Fernández de Miranda, Blackwood, Cabero-Noboa, Pinedo y Ugarte, Texerina de Villafañe, Salinas y Pereyra de Atienza (del antiquísimo linaje portugués de la Casa de Pereyra, que dio muchos Condestables a Portugal) entre otras, todas familias de hacendados, muchas de ellas con antiguas capellanías.  De hecho, dos de las Capellanías más importantes de Cinti, fueron las instituidas por don Antonio de Escudero, en favor de sus sobrinos el Maestre de Campo Don Esteban Pereyra de Atienza y el Bachiller Don Joseph Santos de Chavarría, y sitas en las Haciendas de Santa Bárbara del Río Grande y San Roque, ambas en Cinti, siendo el Patrón de dichas Capellanías, el Capitán y Maestre de Campo Don Antonio Pereyra de Atienza y Pereyra, tal como consta en una Escritura del año 1758.
Descendiente del Maestre de Campo Don Antonio Pereyra de Atienza y Pereyra, es D. Rodrigo Bermúdez Durán-Burgos, su séptimo nieto (por la Casa de Pereyra).

## Primeras generaciones
1. Don Fernando Gutiérrez, nació en Quito, Ecuador, a fines del siglo XVII. Fue el fundador de la familia Gutiérrez en Bolivia al trasladarse a dicho país. Se casó con doña Margarita Flores, nacida en La Plata.
2. Don José Gutiérrez y Flores nació en La Plata. Maestre de Campo y administrador de los Reales Estancos de Tabaco y Naipes de Cinti. Dueño de las haciendas de Santa María Magdalena, Santa María de Isuma y Santo Domingo de La Estrella. Se casó con doña Juana Leytón y Ruiz de Garnica,  nacida en Cinti. Juana era hija del Maestre de Campo don Miguel Marcos Leytón y Velázquez de Velasco, y de doña Petrona Ruiz de Garnica y Escudero. Ella era descendiente de antiguas familias de los valles de Tarija y de Cinti, las cuales fundaron las capellanías de los Leytón y de los Escudero (ésta data del siglo XVI) y, al parecer, los Leytón tendrían origen portugués.
3. Don José Manuel Gutiérrez Leytón  nació en Cinti el año 1767 y murió el año 1824. Fue dueño de las haciendas de viña de Isuma, Higuerahuaico y La Estrella. Se casó con doña Agustina Blacut Cabero- Noboa, hija del sargento mayor del Regimiento Provincial de Cinti, don Antonio Blacud y Mendoza (hijo del escocés Alexander Blackwood Brand y bisnieto de Sir Alexander Brand de Branfield), y de doña Sebastiana Cabero-Noboa y Pinedo. Los Blacud (o Blacut) son de origen escocés y, originalmente, el apellido era Blackwood, pero se cambió porque en esa época no existían en el alfabeto español las letras k y w. Los Blacud fueron una familia de mucha resonancia social en el sur de Bolivia durante la Colonia. Sus padres eran dueños de las haciendas de Medialuna y de Huaillahuasi y el Guaranguay. Es importante mencionar que el Gobernador de las Provincias de Pilaya y Paspaya, en Cinti, el Excmo. señor D. Juan Bautista de Buitrago y Montero de Espinosa, Coronel de los Reales Ejércitos y Caballero de la Real y muy distinguida Orden de Carlos III, casó con Francisca Blacud y Mendoza.  De ahí que Buitrago resultase ser concuñado de Doña María Josefa Pereyra y Ávila, hija primogénita de Don Gregorio Pereyra de Atienza y Balanza, gran señor y dueño de varias haciendas en Cinti, pues María Josefa casó en 1780 con Aurelio Tadeo Blacud y Mendoza, hermano de Francisca Blacud y Mendoza. 
4. Don José Manuel Gutiérrez Blacud  nació en Cinti el año 1805 y murió en Sucre el 19 de octubre de 1861. Abogado titulado en la Universidad Mayor Real y Pontificia San Francisco Xavier de Chuquisaca. Titulado en la Real Academia Carolina. Ministro de la Corte Superior. Dueño de varias haciendas en Cinti, entre ellas, la de Santo Domingo de La Estrella. Se casó con doña Catalina Gómez de Alvarado, que nació en Salta, Argentina, el año 1817 y murió el 5 de mayo de 1877 en Sucre.

## Personas destacadas
- José Gutiérrez Guerra, presidente de la República. Nieto de Pedro José Domingo de Guerra.José Gutiérrez Guerra en 1910

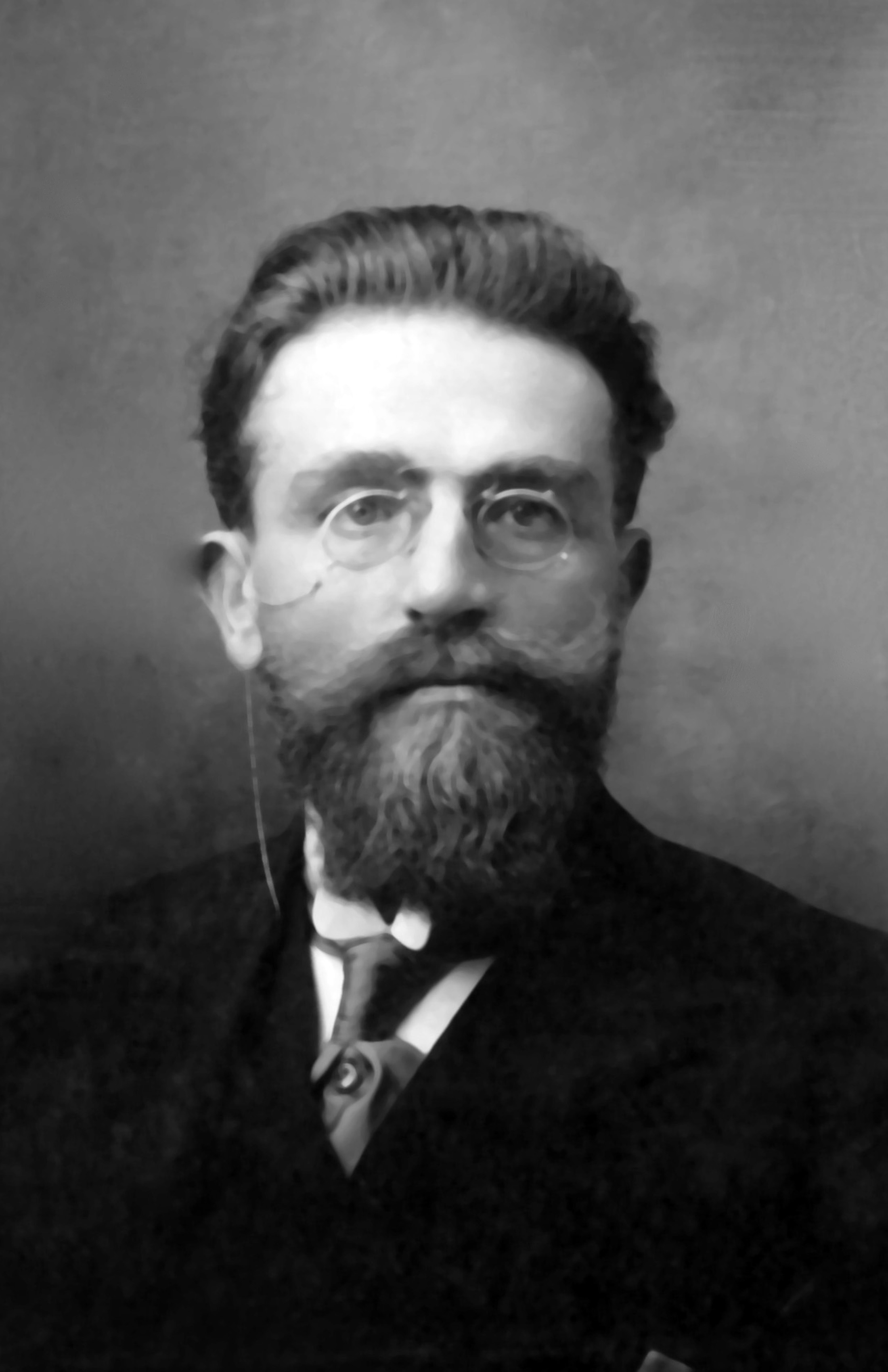
José Gutiérrez Guerra en 1910

- Alberto Ostria Gutiérrez, canciller de la República. Como embajador en Chile desarrolló la negociación chileno-boliviana de 1950.[2]
- Heriberto Gutiérrez Gómez, abogado, financista y diplomático. Como ministro plenipotenciario de Bolivia en Chile, firmó los Tratados de Paz y Amistad, de Comercio y de Transferencia de Territorios del 18 de mayo de 1895 con el canciller chileno Luis Barros Borgoño.[3]
- Lisímaco Gutiérrez Gómez, ministro.
- José María Gutiérrez Lea Plaza, escritor, diplomático, periodista, canciller, diputado y secretario de legación en varios países.[4]
- Alberto Crespo Gutiérrez, canciller de la República, director del Banco Central de Bolivia, ministro de Economía, coordinador del Programa de Asistencia Técnica de las Naciones Unidas.[5]
- Guillermo Gutiérrez Vea Murguía, canciller de la República, primer embajador de Bolivia en Chile desde la ruptura en 1962.
- Alberto Gutiérrez Gutiérrez, canciller de la República, firmó junto con el chileno Emilio Bello Codesido el Tratado de 1904.
- Carlos Gutiérrez Gutiérrez, canciller de la República.[6]
- Darío Gutiérrez Gutiérrez, canciller de la República.[7]
- Juan Luís Gutiérrez Granier, alcalde de La Paz, embajador.
- Monseñor Armando Gutiérrez Granier, obispo auxiliar de Santa Cruz de la Sierra y de La Paz, obispo titular de Pionia y arzobispo de Cochabamba.
- Jorge Gutiérrez Mendieta, diplomático boliviano.
- Alberto Bailey Gutiérrez, escritor y periodista, ministro de Educación, secretario de la Academia Boliviana de la Lengua, miembro correspondiente de la Real Academia Española.
- Veronica Ormachea Gutiérrez, escritora y periodista paceña, Miembro de la Academia Boliviana de la Lengua, correspondiente de la Real Academia Española. Hija del industrial Víctor Ormachea Zalles y de Martha Gutiérrez Stevenson de Ormachea. Se Casó con Ramiro Montes Sáenz y tiene dos hijos: Verónica y Ramiro Montes Ormachea.
- José Manuel Gutiérrez, escritor y periodista sucrense.
- José Manuel Gutiérrez Blacut, ministro de la Corte Superior
- Federico Gutiérrez Granier, ministro de Estado, financista y embajador de Bolivia en Brasil.
- José Manuel Raúl Gutiérrez Granier, ministro de Economía, presidente del directorio del Banco Mercantil.
- Lisímaco Gutiérrez Granier, en 1872 la primera junta de accionistas del Banco Nacional de Bolivia lo eligió inspector, primer delegado nacional del noroeste o del territorio nacional de colonias, ministro de hacienda.
- Heriberto Gutiérrez Lea Plaza, director del Tesoro Nacional.
- Rodrigo Gutiérrez, escritor poeta de origen judío, creador de grandes éxitos literarios.
- Arturo Gutiérrez de Tezanos Pinto, canciller, ministro plenipotenciario de Bolivia en Perú, cónsul de Bolivia en Chile. Tataranieto de Manuel de Tezanos Pinto y chozno de Tadeo Fernández Dávila y Eyzaguirre.[8]
- Juan Javier del Granado, escritor y profesor de la Universidad Nacional Autónoma de México. Nieto de Javier del Granado y bisnieto de José Gutiérrez Guerra.
- Juan Lisímaco Gutiérrez Fischmann, guerrillero, ex yerno de Raúl Castro.
- Sergio Gutiérrez-Elliot, empresario, genealogista e historiador de familias bolivianas.*